# Bruce Vilanch

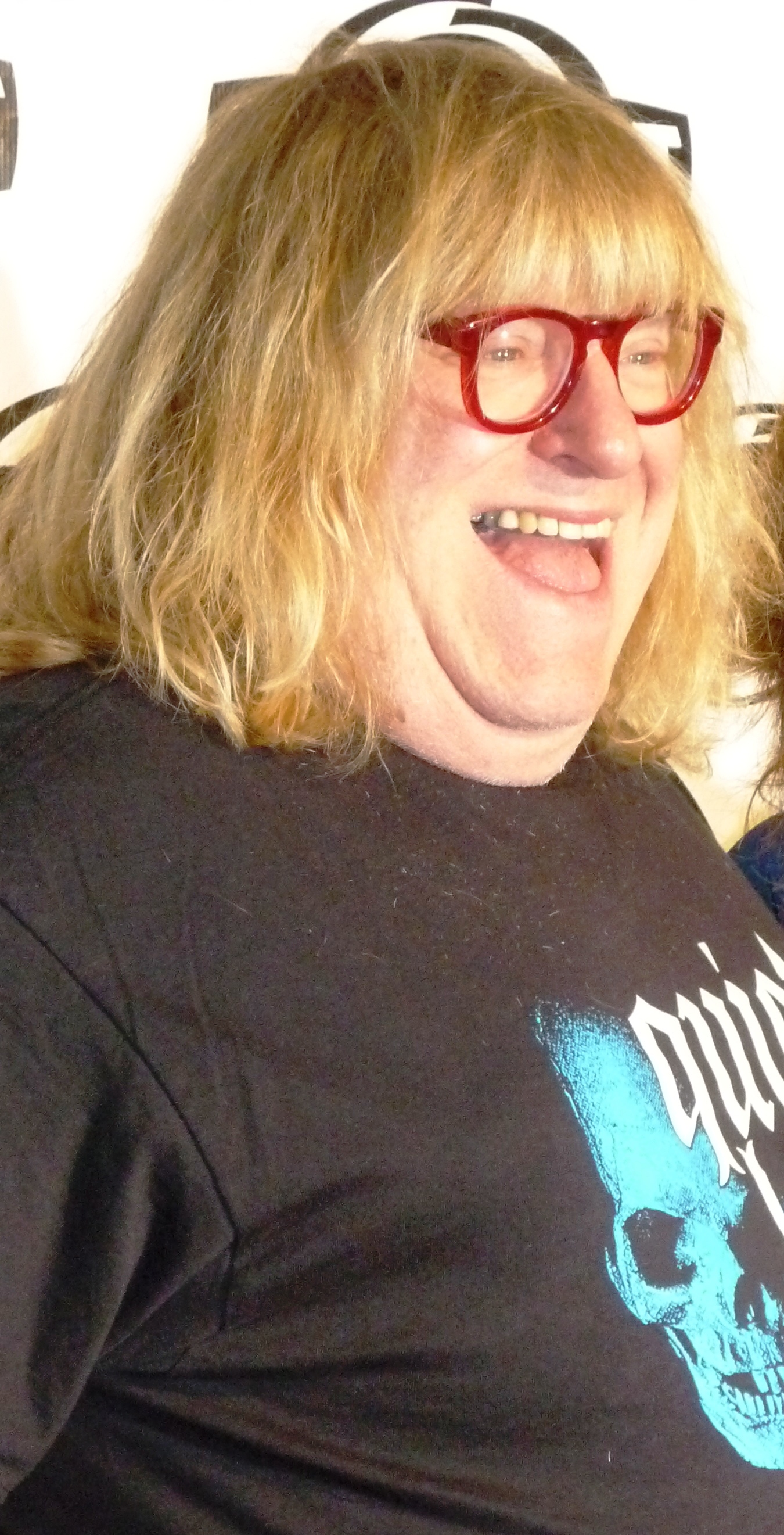
Bruce Vilanch

Bruce Gerald Vilanch (* 23. November 1948 in New York City) ist ein US-amerikanischer Schauspieler, Komiker und Kabarettist.

## Leben
Nach seiner Schulzeit studierte Vilanch an der Ohio State University Theater und Journalismus und erreichte 1970 den Bachelor. Danach war er als Schauspieler in Theaterstücken tätig und gehörte 1978 zu den Autoren der Fernsehproduktion Star Wars Holiday Special. Neben seiner Arbeit am Theater hatte Vilanch in den 1980er Jahren verschiedene kurze Auftritte in Episoden von Bosom Buddies und Law & Order. 1988 trat er in der Fernsehproduktion Hollywood Today auf, wo er von Chris Aable interviewt wurde.
In den folgenden Jahren schrieb Vilanch verschiedene Programminhalte für Comedyprogramme, insbesondere für Billy Crystal. 2000 war Vilanch mit seinem Bühnenprogramm Almost Famous am Westbesth Theater in New York City zu sehen. 2005 spielte Vilanch die Rolle von Edna Turnblad im Broadwaymusical Hairspray. Des Weiteren nahm Vilanch an der Fernsehserie Celebrity Fit Club teil.
Über Vilanchs Leben entstanden bereits zwei Fernsehdokumentationen: Get Bruce, inszenierte von Andrew J. Kuehn aus dem Jahr 1999 und Laughing Matters…The Men im Jahr 2007. 2008 war Vilanch in Tru Loved und Leg dich nicht mit Zohan an zu sehen.
Vilanch schrieb gemeinsam mit Fred Zarr und Jacques Morali das Lied Where is My Man, das 1983 mit der Sängerin Eartha Kitt populär wurde.
Vilanch lebt in New York City.

## Filmografie (Auswahl)
- 1981: Bosom Buddies – Kip Quits (Kunde Nr. 2)
- 1983: Atemlos
- 1984: Krieg der Eispiraten (Wendon)
- 1984: California Clan (Hippiepriester)
- 1986: Der Morgen danach (Barkeeper)
- 1988: The Cheech Show (Louella Fella)
- 1988: The Drifter (Koch)
- 1989: Jenny und der Weihnachtsmann (Philpot)
- 1991: Twilight Mystery (Blumenverkäufer)
- 1992: Rachel Gunn, Oberschwester – The Pet Peeve (Patient)
- 1992: Ein Geist zum Küssen (Bernie)
- 1997: Die Nanny
- 1999: Get Bruce – Mit der Lizenz zum Lachen
- 2001: Die Prouds – Tiger Whisperer (Tristan der Magier)
- 2001: Circuit (Theatermanager)
- 2001: Nenn’ mich einfach Nikolaus (Call Me Claus, Fernsehfilm)
- 2007: Orlando’s Bed and Breakfast (Hymie)
- 2008: Rick & Steve: The Happiest Gay Couple in All the World – Death of a Lesbian Bed (Sprechrolle Bruce Bandersnatch)
- 2008: Tru Loved (Onkel Daniel)
- 2008: Leg dich nicht mit Zohan an (Gastauftritt)
- 2010: Oy Vey! My Son Is Gay!! (Max)
- 2011: Going Down in LA-LA Land (Missy)